# Lista de ilhas da Dinamarca

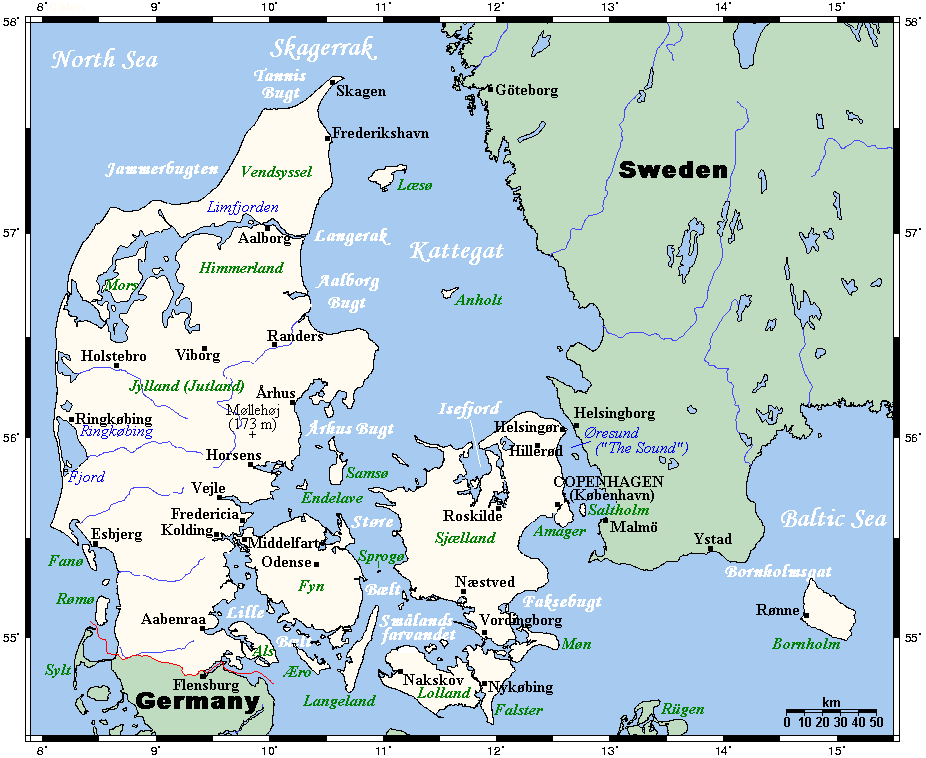
Mapa da Dinamarca

Esta é uma lista incompleta de ilhas da Dinamarca. Excluindo a Gronelândia e as Ilhas Faroé, há 444 ilhas com nome, das quais 76 são habitadas.
- Ilhas do Mar do Norte
  - Vendsyssel-Thy (parte norte da Jutlândia, que pode ser considerada como ilha)
  - Langli
  - Fanø
  - Mandø
  - Rømø

- Ilhas de Fiorde de Nissum
  - Fjandø

- Ilhas do Fiorde de Lim
  - Agerø
  - Mors
  - Livø
  - Fur
  - Egholm
  - Jegindø

- Ilhas do Categate
  - Hirsholmene
  - Læsø
  - Anholt
  - Tunø
  - Samsø
  - Endelave
  - Sejerø
  - Hjelm
  - Hesselø
  - Æbelø

- Ilhas do Pequeno Belt
  - Fænø
  - Brandsø
  - Bågø
  - Årø
  - Als
  - Barsø

- Ilhas do Flensburg Fjord (em dinamarquês:  Flensborg Fjord)
  - Okseøer

- Ilhas a sul de Funen (em dinamarquês:  Fyn)
  - Helnæs
  - Lyø
  - Bjørnø
  - Avernakø
  - Drejø
  - Skarø
  - Hjortø
  - Birkholm
  - Tåsinge
  - Siø
  - Thurø
  - Strynø
  - Ærø

- Ilhas do Grande Belt
  - Sprogø
  - Agersø
  - Romsø
  - Musholm
  - Omø
  - Langeland

- Ilhas do Øresund
  - Amager
  - Saltholm
  - Slotsholmen
  - Peberholm (ilha artificial)

- Ilhas a sul da Zelândia (Sjælland)
  - Vejrø
  - Fejø
  - Femø
  - Askø
  - Masnedø
  - Bogø
  - Nyord
  - Lolland
  - Falster
  - Møn

- Ilhas do mar Báltico
  - Sjælland
  - Bornholm
  - Ertholmene

- Ilhas do Oceano Atlântico
  - Ilhas Feroe (Færøerne, Føroyar),

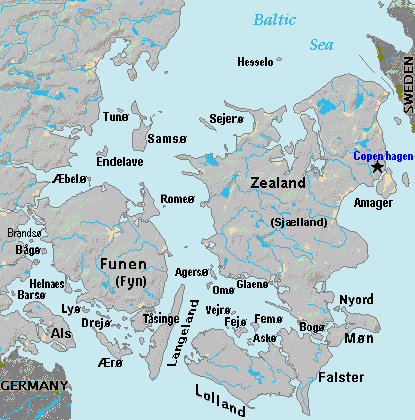
Mapa das ilhas do sul da Dinamarca

  - Gronelândia (Grønland, Kalaallit Nunaat)
    - ilha Disko
    - ilha Crozier
    - ilha Franklin
    - ilha Hans (Hans Ø, Tartupaluk) com 1.3 km² entre a Gronelândia e a ilha Ellesmere, disputada com o Canadá
    - ATOW1996, a ilha mais meridional da Terra